# Sandhemssjön
Sandhemssjön är en sjö i norr om Sandhem i Mullsjö kommun i Västergötland som ingår i Göta älvs huvudavrinningsområde. Sjön är 10,7 meter djup, har en yta på 0,716 kvadratkilometer och befinner sig 223 meter över havet. Sjön avvattnas av vattendraget Svartån.

## Delavrinningsområde
Sandhemssjön ingår i delavrinningsområde (643195-138012) som SMHI kallar för Utloppet av Sandhemssjön. Medelhöjden är 241 meter över havet och ytan är 21,06 kvadratkilometer. Det finns ett delavrinningsområde uppströms, och räknas det in blir den ackumulerade arean 68,4 kvadratkilometer. Svartån som avvattnar avrinningsområdet har biflödesordning 3, vilket innebär att vattnet flödar genom totalt 3 vattendrag innan det når havet efter 352 kilometer. Delavrinningsområdet består mestadels av skog (49 %), jordbruk (20 %) och sankmarker (12 %). Avrinningsområdet har 1,01 kvadratkilometer vattenytor vilket ger det en sjöprocent på 4,8 %. Bebyggelsen i området täcker en yta av 0,48 kvadratkilometer eller 2 % av avrinningsområdet.